# Ziki Robertson (11e baronne Wharton)
Pour les articles homonymes, voir Robertson.
Myrtle Olive Felix Robertson, 11e baronne Wharton (née Arbuthnot ; 20 février 1934 - Londres, 15 mai 2000), connue sous le nom de Ziki Robertson et professionnellement sous le nom de Ziki Arnot, est photographe, mannequin et actrice. 

## Biographie
Elle est la fille de David George Arbuthnot et Elisabeth, née Kemeys-Tynte, 10e baronne Wharton. Elle grandit en Afrique du Sud mais s'installe en Angleterre à l'adolescence.
À la mort de sa mère en 1974, la baronnie tombe en suspension. Cela prend fin en 1990 et Ziki Robertson devient la 11e baronne Wharton. Elle est l'une des 92 pairs héréditaires qui sont élus en vertu de la House of Lords Act 1999 pour continuer en tant que membres des Lords lorsque la plupart des pairs héréditaires perdent leur siège. Elle est vice-présidente de la RSPCA.
Elle épouse Henry MacLeod Robertson et a quatre enfants dont Myles Christopher David Robertson, 12e baron Wharton. Elle est décédée de la maladie de Creutzfeldt-Jakob.